# Giuseppe Anceschi
Giuseppe Anceschi (Scandiano, 1936 – Scandiano, 6 novembre 2014) è stato un letterato italiano, studioso della cultura del Quattrocento di matrice boiardesca e delle sue derivazioni.

## Biografia
Già preside della scuola media della cittadina natale, è stato assistente alla Cattedra di letteratura italiana della Facoltà di Magistero dell'Università di Bologna, e docente Letteratura poetica e drammatica all'Istituto musicale "Achille Peri" di Reggio Emilia.
Dopo un impegno politico nell'amministrazione della cittadina natale (assessore, vicesindaco, sindaco pro-tempore) è stato membro dell'Istituto regionale per i beni culturali dell'Emilia-Romagna. 
È stato segretario del Centro studi "Matteo Maria Boiardo" di Scandiano, per il quale ha organizzato alcuni convegni di studi.

## Attività pubblicistica e convegnistica
- Ha curato per Garzanti una edizione annotata in due volumi dell'Orlando innamorato (1979) del Boiardo.
- Ha organizzato due convegni di studi boiardesci, il primo nel 1969 (Il Boiardo e la critica contemporanea), il secondo celebrativo del quinto centenario della morte nel 1994 (Il Boiardo e il mondo estense nel Quattrocento), curandone i rispettivi atti[2] (Olschki, Firenze 1970, e - in collaborazione con Tina Matarrese - Antenore Padova 1998).
- In una miscellanea su Giambattista Venturi scienziato, ingegnere, intellettuale fra età dei lumi e classicismo pubblicato presso Olschki, Firenze nel 2005 ha portato un proprio contributo dedicato a Venturi fra Matteo Maria Boiardo e Antonio Panizzi.
- Per un'altra miscellanea destinata a raccogliere gli atti di una giornata di studi su Nicolò dell'Abate tenutasi a Scandiano l'11 giugno 2005 (I luoghi di Nicolò dell'Abate. Pitture murali e interventi di restauro, a c. di A. Mazza, Editrice Interlinea, Novara 2007) ha portato un altro contributo dal titolo Il mondo cavalleresco di Nicolò dell'Abate.
- Nel catalogo curato da A. Mazza e M. Mussini (Silvana editoriale, Milano 2009) della mostra su Nicolò dell'Abate alla corte dei Boiardo. Il Paradiso ritrovato, è presente con un saggio intitolato Divagazioni su testi e contesti nella pittura di Nicolò dell'Abate tra Scandiano e Bologna, dove pure ha curato le schede relative alle edizioni di libri del Boiardo esposti.
- Per una terza Miscellanea boiardesca curata da C. Montagnani (Interlinea, Novara 2009), ha pubblicato un saggio su Boiardo e Lucrezio.

## Altre attività pubblicistiche e culturali
- Assieme a studi destinati a scrittori collocati in ambiti letterari, ma anche di folklore e di politica scolastica come Giovanni Crocioni (del quale ha curato il saggio postumo Le tradizioni popolari nella letteratura italiana, 1970, e un profilo biografico, Giovanni Crocioni. Un regionalista marchigiano nella cultura italiana fra positivismo e idealismo, 1977), ha curato per Garzanti le edizioni dei Miserabili (1975) e dell'Uomo che ride (1976) di Victor Hugo.
- Attraverso altri contributi riguardanti autori politicamente e civilmente più impegnati come Antonio Panizzi (del quale ha tracciato un altro profilo biografico, 1981); Gaetano Salvemini (Venticinque anni di edizioni e studi salveminiani, 1982, e Gaetano Salvemini tra storia e politica, 1993); Ernesto Rossi (Ernesto Rossi e la tentazione comunista, 1975; Ernesto Rossi scrittore, 1985; Ernesto Rossi, o l'elogio dell'anticlericalismo, 1993; La "storia italiana" di Ernesto Rossi, 1997), e Augusto Frassineti (un profilo biografico, 1986; Frassineti traduttore, 1991), è approdato al mondo e alla cultura milanese e lombarda con interventi dedicati in particolare a Carlo Cattaneo (del quale aveva già curato, assieme a G. Armani, una raccolta in due volumi di Scritti sulla Lombardia, 1971), a Carlo Dossi (Dossi e la linea lombarda, 1982; L'autoritratto di uno scrittore malato, 1990), a Carlo Emilio Gadda (Gadda "en pantoufles", 1991; Gadda e il dialetto romanesco, 1993), e soprattutto a Delio Tessa (del quale, dopo diversi interventi, ha scritto un profilo biografico critico, Delio Tessa, ritratto di un poeta, 1990, in coedizione fra Marcos Y Marcos a Milano e Giampiero Casagrande a Lugano, e curato una raccolta di prose, Critiche contro vento. Pagine ticinesi. 1934-1939, 1990), ultimamente aggiornandone anche la bibliografia (Bibliografia degli scritti su Delio Tessa. Integrazioni e aggiunte, 2001).
- Ha curato una raccolta di scritti di Lazzaro Padoa sulle Comunità ebraiche di Scandiano e di Reggio Emilia (1993).
- Ha curato una raccolta di Lettere londinesi (1968-1995) di Carlo Dionisotti a lui rivolte, Olschki, Firenze 2000, e scritti dello stesso Carlo Dionisotti su Antonio Panizzi (Un professore a Londra. Testi su Antonio Panizzi, Interlinea Edizioni, Novara 2002).
- Negli atti del convegno nel bicentenario della morte di Lazzaro Spallanzani del 1999,  Spallanzani "letterato e filosofo", ha pubblicato La sfida della modernità (a cura di W. Bernardi e M. Stefani, Olschki, Firenze 2000).
- Ha raccolto parte dei suoi scritti nel volume Maestri di un'Italia civile, Interlinea Edizioni, Novara 2003.
- Ha collaborato e collabora a diverse riviste come "Linea d'ombra", "Belfagor" e "Il Ponte", della quale ultima è anche consulente.
- Dopo avere praticato alcune ulteriori sortite sui rapporti tra lingua e dialetto (Il dialetto da parola perduta a lingua ritrovata, 1991; Lingua e dialetto tra Manzoni e Porta, 1991) con puntate anche sulla cultura veneta (Giustizia per la "poesia barona" di Giorgio Baffo patrizio veneto, 1994) e romanesca (il saggio sopra ricordato su Gadda e il dialetto romanesco, 1993), ha pubblicato nel 1996 presso l'editore Olschki di Firenze una raccolta di scritti intitolata La verità sfacciata. Appunti per una storia dei rapporti fra lingua e dialetti, segnalato per la saggistica al Premio nazionale di poesia "Premio Nazionale di Poesia Biagio Marin" di Grado.

## Libri (selezione)
- Giovanni Crocioni, Argalia 1977
- Delio Tessa: profilo di un poeta, Marcos y Marcos, 1990
- La verità sfacciata: appunti per una storia dei rapporti fra lingua e dialetti, Leo S. Olschki, 1996
- Maestri di un'Italia civile, Interlinea edizioni, 2003
- Corti e cortigiani: arte di governo e buone maniere nella vita di corte, Interlinea edizioni, 2005
- I libri, un destino: ricordi, appunti, immagini, Interlinea edizioni, 2007
- Boiardo, il teatro, i cavalieri in scena. Atti del convegno Scandiano 15-16 maggio 2009, Interlinea edizioni, 2009